# Audenge
Audenge je francouzská obec v departementu Gironde v regionu Akvitánie. V roce 2009 zde žilo 5 813 obyvatel. Je centrem kantonu Audenge.